# Xyris valdeapiculata
Xyris valdeapiculata är en gräsväxtart som beskrevs av Robert Kral. Xyris valdeapiculata ingår i släktet Xyris och familjen Xyridaceae. Inga underarter finns listade i Catalogue of Life.